# Juliane Bogner-Strauß
Juliane Bogner-Strauß (Wagna, 1971. november 3. –) osztrák politikus, Ausztria nőügyi minisztere volt.

## Életpályája
2017. november 9-én az Osztrák szövetségi parlament (Nationalrat) képviselője lett.